# ボールズ・ボールズ
『ボールズ・ボールズ』（原題：Caddyshack）は、1980年製作のアメリカ合衆国のコメディ映画。
ハロルド・ライミスの初監督映画。プロデューサーのダグラス・ケニーは本作の完成直後に事故死し、これが遺作となった。主題歌はケニー・ロギンスの「アイム・オールライト」（I'm Alright）。

## あらすじ
フロリダにあるゴルフの名門コース、ブッシュウッド・カントリー・クラブのオーナーのスメイルズはある日、抜き打ちで管理状態を見に来ると、グリーンはホリネズミによって穴だらけにされていた。スメイルズはグリーン・キーパーのカールを呼び付け、ホリネズミの退治を命じる。
スメイルズはその一方で、プロゴルファーのタイ・ウェッブらに試合を挑むが、伝統もテクニックも無視した無謀さでクラブを荒らし廻り反感を買っている不動産成金のアル・チャービクと対立、2人の間で男の意地をかけたゴルフ・トーナメントが行われることになった。
やがてこのトーナメントは賭け金も増していき、フロリダ中の人々の注目を集めていく。

## キャスト
- タイ・ウェッブ：チェビー・チェイス（吹替：有川博）
- アル・チャービク：ロドニー・デンジャーフィールド（吹替：富田耕生）
- ダニー：マイケル・オキーフ（吹替：井上和彦）
- スメイルズ：テッド・ナイト（吹替：納谷悟朗）
- カール・スパックラー：ビル・マーレイ（吹替：富山敬）
- マギー：サラ・ホルコム（吹替：潘恵子）
- トニー：スコット・コロンビー
- レイシー：シンディ・モーガン
- ビーパー：ダン・レズン
- ピッカリング：ヘンリー・ウィルコクソン
- ルー：ブライアン・ドイル＝マーレイ
- ヌーナン：アルバート・サルミ

吹替その他、千葉順二、藤本譲、鈴置洋孝、鶴ひろみ、沼波輝枝、池田勝、塩屋翼、田中真弓、増岡弘、秋元羊介、広瀬正志、竹口安芸子、島香裕、石井敏郎、鳳芳野、小山梓、二又一成、佐々木優子
テレビ放映：テレビ朝日「日曜洋画劇場」1985年8月4日